# Dileita Mohamed Dileita
Dileita Mohamed Dileita (Tadjoura, 12 de março de 1958) é um diplomata e político do Djibuti. Foi o primeiro-ministro do seu país de 7 de março de 2005 a 1 de abril de 2013. É membro do partido político Rassemblement populaire pour le Progrès (RPP), que governa o país em coalizão com o partido Front pour la Restauration de l'Unité et de la Démocratie (FRUD).
Dileita estudou no Cairo e em Reims, e depois no Centro de Educação Vocacional de Médéa, Argélia, onde formou-se em 1981. Após se formar, retornou a seu país, onde trabalhou para a Presidência da República, como diretor-geral de protocolo. Atuou também como diplomata na embaixada de Djibuti na França e depois foi embaixador na Etiópia em 1997. Foi também o representante de seu país na Organização da Unidade Africana.